# Валоа-Анжуйци
Валоа-Анжуйският род или Младши род Анжу (на английски: House of Valois-Anjou, Younger House of Anjou) е линия на рода Валоа, която се отделя от него през 1356 г., когато Валоа получава титлата граф на Анжу). До около 1453 г. представителите на рода Валоа-Анжу се водят номинални крале на Неапол и Йерусалим, но в действителност управляват само графство Прованс (1267 – 1481) и херцогство Лотарингия (1431 – 1473).
Пръв представителна клона Валоа-Анжу е вторият син на френския крал Жан II, херцог Луи I Валоа-Анжуйски. Той участва в Стогодишната война, а през 1380 г. е назначен за регент на племенника си Шарл VI. Същата година кралицата на Неапол Джована I Анжуйска го осиновява и определя за свой наследник. Нейното решение е оспорвано от от Карло III Дурацо, който завзема властта в Неапол и убива кралицата.
Херцог Луи I Валоа-Анжуйски прогонва претендента Карло III Дурацо и е коронован за крал на Неапол под името Лодовико І (1383 – 1384). Женен е за Мария дъщеря на граф Шарл дьо Блоа. Единствен негов син и наследник е Луи II Валоа-Анжуйски, титулярен крал на Неапол (1384 – 1417) под името Лодовико ІІ. През по-голямата част от управлението си той е ангажиран да запази властта в графство Прованс, затова рядко пребивава в Неапол. Продължителното му отсъствие възобновява претенциите на рода Дурацо към неаполитанския трон. Съпругата на Лодовико ІІ е Йоланда, дъщеря на арагонския крал Хуан I. След смъртта на своя тъст Лодовико е обявен за титулярен крал на Арагон (1410). Сред многото му деца са: Мари, омъжена за френския крал Шарл VII дьо Валоа; Йоланда, съпруга на на Франсоа I дьо Дрьо, херцог на Бретан; Карло (Шарл), граф дьо Мен (1472), женен за Изабела фон Люксембург и баща на титулярния крал на Сицилия Карло IV (†1485).
Най-големият от синовете на Луи II Валоа-Анжуйски, Луи III Валоа-Анжуйски (1417 – 1434), наследява всичките му владения. През 1423 г. принуждава кралицата на Неапол Джована II Анжуйска да го определи за свой наследник под името Лодовико ІІІ. Прогонва арагонците от Южна Италия и получава властта над областта Калабрия. Неговата съпруга Маргарита, дъщеря на граф Амадей VIII Савойски, е бездетна и след смъртта му го наследява брат му Рене I Добрия (в Неапол Рение). Новият номинален крал получава огромни владения, но успява да запази реална власт само в графство Прованс, херцогство Бар и временно в кралство Неапол (1438 – 1442). Женен е за Елизабет, дъщеря на лотарингския херцог Шарл II. Рене І е обявен за владетел на Лотарингия (1431 – 1453), но бургундският херцог Филип III Добрия го лишава от тези земи в полза на рода Водемон. Подобни неуспехи преживява и в Неапол, където отстъпва властта на съперника си Алфонсо V Арагонски. Остатъка от живота си прекарва във френски земи, обкръжен от хора на изкуството и науката. Сам е известен като автор на произведения, написани в духа на средновековната рицарска литература. Неудачник в политиката, той оставя име на добър господар и щедър меценат. Синът му Жан II (1425 – 1470), херцог на Калабрия и Лотарингия (1453 – 1470), се жени за Мария, дъщеря на херцог Шарл I дьо Бурбон и е баща на Никола I (1448 – 1473), херцог на Лотарингия (1470 – 1473). Най-голямата дъщеря на Рене І, Маргарита Анжуйска, става съпруга на английския крал Хенри VI Лнкастър, а по-малката Йоланда (1428 – 1483), се омъжва за лотарингския херцог Фери ІІ Дьо Водемон. Племенникът на Рене І, Шарл IV (1480 – 1481), който няма деца от брака си Йохана, дъщеря на Фери ІІ дьо Водемон е последният представител на рода Анжу.

## Представители на клона Валоа-Анжу
- Луи I Валоа-Анжуйски (1339 – 21.9.1384) (1382 – 1384)
- Луи II Валоа-Анжуйски (1377 – 29.4.1417) (1384 – 1417) – син на предходния
- Луи III Валоа-Анжуйски (25.9.1403 – 12.11.1434) (1417 – 1434) – син на предходния
- Рене Добрия (10.1.1409 – 10.7.1480) (1434 – 1480) – син на Луи II, крал на Йерусалим и херцог на Прованс и Лотарингия
- Шарл IV Валоа-Анжуйски (1436 – 1481) (1480 - 1481) – внук на Луи II, племенник на Луи III и Рене Добрия, баща му е техен по-малък брат, но умира преди Рене – граф дьо Мен, граф дьо Гиз, херцог Анжу и граф на Прованс

## Портрети
- Луи I Валоа-Анжуйски
- Луи II Валоа-Анжуйски
- Луи III Анжуйски
худ. неизв.
 Френска национална библиотека
- Рене I Анжуйски
- Шарл IV дьо Мен
- Шарл V дьо Мен, син на предходния